# كاديلاك اسكاليد
كاديلاك إسكاليد هي سيارة رياضية فاخرة كبيرة الحجم SUV ، من قبل العلامة التجارية الفاخرة للسيارات، كاديلاك. وقدمت إسكاليد كنموذج سيارة كبيرة الحجم فاخرة عام 1999 رداً على المنافس الألماني جي واجن والياباني لكزس LX. استغرق تصنيع السيارة عشرة أشهر فقط بعد الموافقة. وقد تم بناء إسكاليد في أرلينغتون بولاية تكساس. وإسكاليد كلمة تعني تسلق الجدران المحصنة باستخدام السلالم وترمز للقوة والقدرة على تجاوز العقبات. واستندت اسكاليد في الاصل على نموذج جي إم سي يوكون ولكن مع محرك اعلى 6.2 ، وقد أعيد تصميم نموذج عام 2002 لجعل مظهرها أكثر انسجامًا. صنعت من إسكاليد ESV (بناء على شيفروليه سوبربان) وصنعت إسكاليد EXT (على أساس شاحنة سبورت) في سيلاو المكسيك قبل إعادة تصميم 2006؛ إسكاليد ESV الجديد مصدرها هو أرلينغتون بولاية تكساس. وإسكاليد تنافس سيارة لكزس LX600 ، إنفينيتي QX80 وسيارة لينكولن نافيجتور وهي في مستوى عالي جدا من الفخامة والراحة وجمال التصميم.

## الجيل الأول (1999 - 2000)

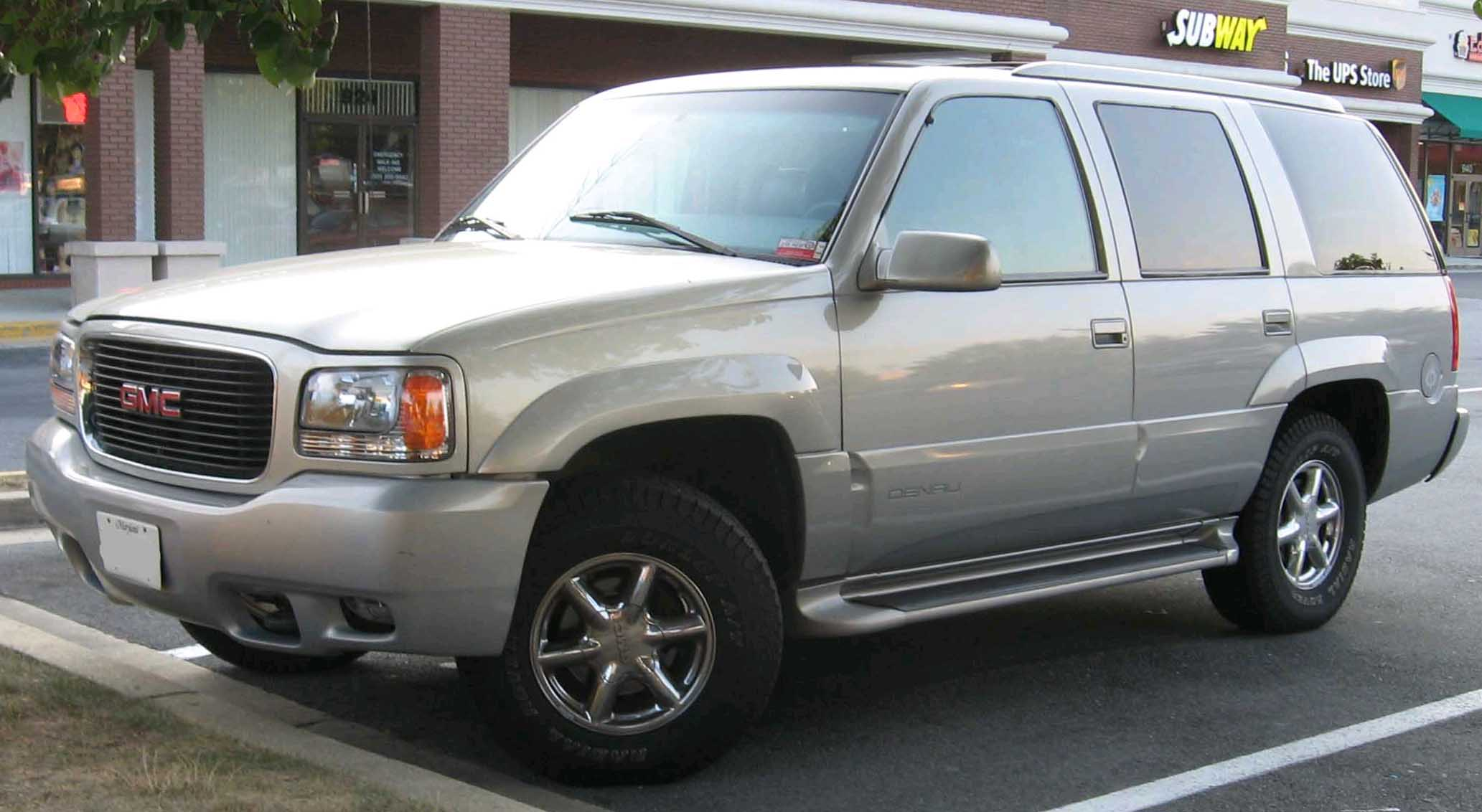
جي ام سي يوكون دينالي GMT400، عرض أوجه التشابه مع إسكاليد

ادخال نموذج لينكولن نافيجيتور في العام 1998 استلزم أن جنرال موتورز قادرة على المنافسة في السوق المزدهرة للشاحنات الأمريكية الفاخرة من نوع السيارات كاملة الحجم. ولم يكن مثل نوع هذا الجيل سوى خمس سيارات دفع رباعي. وكان أول مسعى إسكاليد ناجح إلى حد كبير منذ البداية. خوفا من الهيمنة المتزايدة للنافيجيتور لينكولن، كان إسكاليد قد اسرع من خلال عملية التصميم للوصول إلى التجار بسرعة.
في الأساس كان الاسكاليد مشابها للدينالي ولم يزد عنه الا قليلا في شارة تصميم جي ام سي يوكون، وعلامة الجمال في سيارات الدفع الرباعي مماثله للدينالي، والسيارة النهائية (اسكاليد) كانت أصغر من النافيجيتور. والإسكاليد بموجبه تم اقتراض تصميمه من جي ام سي دينالي، وإسكاليد استخدمت أيضا في نفس المحرك 5,7 لتر فورتيك 5700 محرك V8 في 255 حصان (كيلو واط 190)، الذي أضعفت مقارنة نافيجيتر 300 حصان (كيلو واط 220) و£ 365 · قدم (495 نيوتن متر) 5.4 ليتر InTech V - 8. ظهرت جميع سيارات Escalades الجيل الأول 4x4 Autotrac selectable. وتتضمن المقصورة الداخلية مقاعد جلدية مع شعار إسكاليد مرشوش في أنحاء السيارة. كما كان Bose surround النظام للمرة الأولى في سيارات الدفع الرباعي. وإسكاليد تستخدم أيضا كتلة قياس مختلفة قليلا عن Tahoes / Yukons.وعداد السرعة في الاسكاليد يقرأ إلى 120 ميلا في الساعة.

## الجيل الثاني (2002-2006)

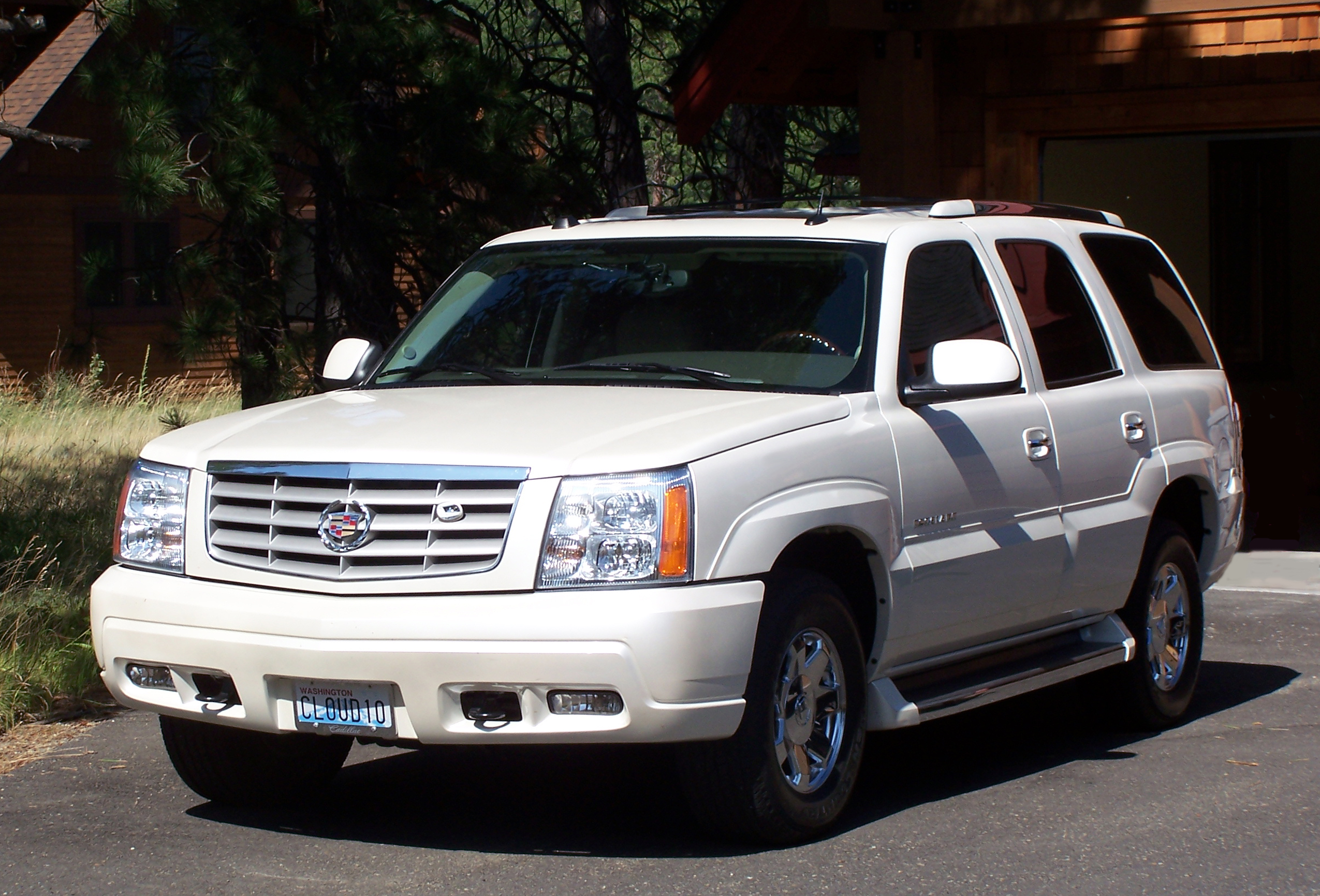
كاديلاك اسكاليد 2005

لم هناك نموذج اسكاليد لسنة 2001. وتابع تشكيلة مباشرة من نموذج عام 2000 حتى 2002. وقد تم ذلك من خلال طرح طراز 2002 في يناير 2001 في حين لا يزال بيع إنتاج(نموذج) 2000 سيارة العام الحالي. وكان الدفع بالعجلات الخلفية القياسية، كما كان المحرك 5,3 لتر V8، مع نظام الدفع الرباعي وخاصية عالية الإنتاج فورتيك 6,0 لتر ومحرك V8 الخيارات. ولقد بدأ كل النماذج بوجود مقاعد لـ 8 أشخاص(باستثناء EXT).
تمت ترقية «ستابيليتراك»: مراقبة استقرار النظام إلى إصدار العجلات الأربع لعام 2003 وأضيفت دواسات قابلة للتعديل كهربائيا. لعام 2004، عرض عجلات الكروم 20 بوصة، وإكس إم ساتالايت راديو، دلو مقاعد الصف الثاني، وقدمت نظام مراقبة ضغط الإطارات القياسية على جميع Escalades إلا EXT. طرحت محرك 5,3 لتر محرك عام 2005 وتمت ترقية نظام نستار. أيضا في عام 2005، وقدم نوع(إصدار) اسكاليد بلاتين بسعر 71025 $،20 بوصة الكروم عجلات، سطح القمر moon roof، وثلاث شاشات دي في دي والكروم على المقود ومصبغة.

### محركات
- 2002-2003 5.3L LM7 فورتيك V8، و285 حصانا (213 كيلوواط)
- 2004-2006 5.3L LM7 فورتيك V8، و295 حصانا (220 كيلوواط)
- 2002-2006 LQ9 6.0L هوو فورتيك V8، و345 حصانا (257 كيلوواط)

وفورتيك هوو يستهلك قسط أكثر من الوقود في حين أن المحركين الاخرين يمكن أن يستهلكا أقل درجة وقسط.

### مواصفات، مستويات
- 2002-2006 كاديلاك إسكاليد.
- 2002-2006 كاديلاك إسكاليدEXT.
- كاديلاك إسكاليد ESV 2003-2006.
- كاديلاك إسكاليد ESV 2004-2006 البلاتين.

## الجيل الثالث (2007-2014)

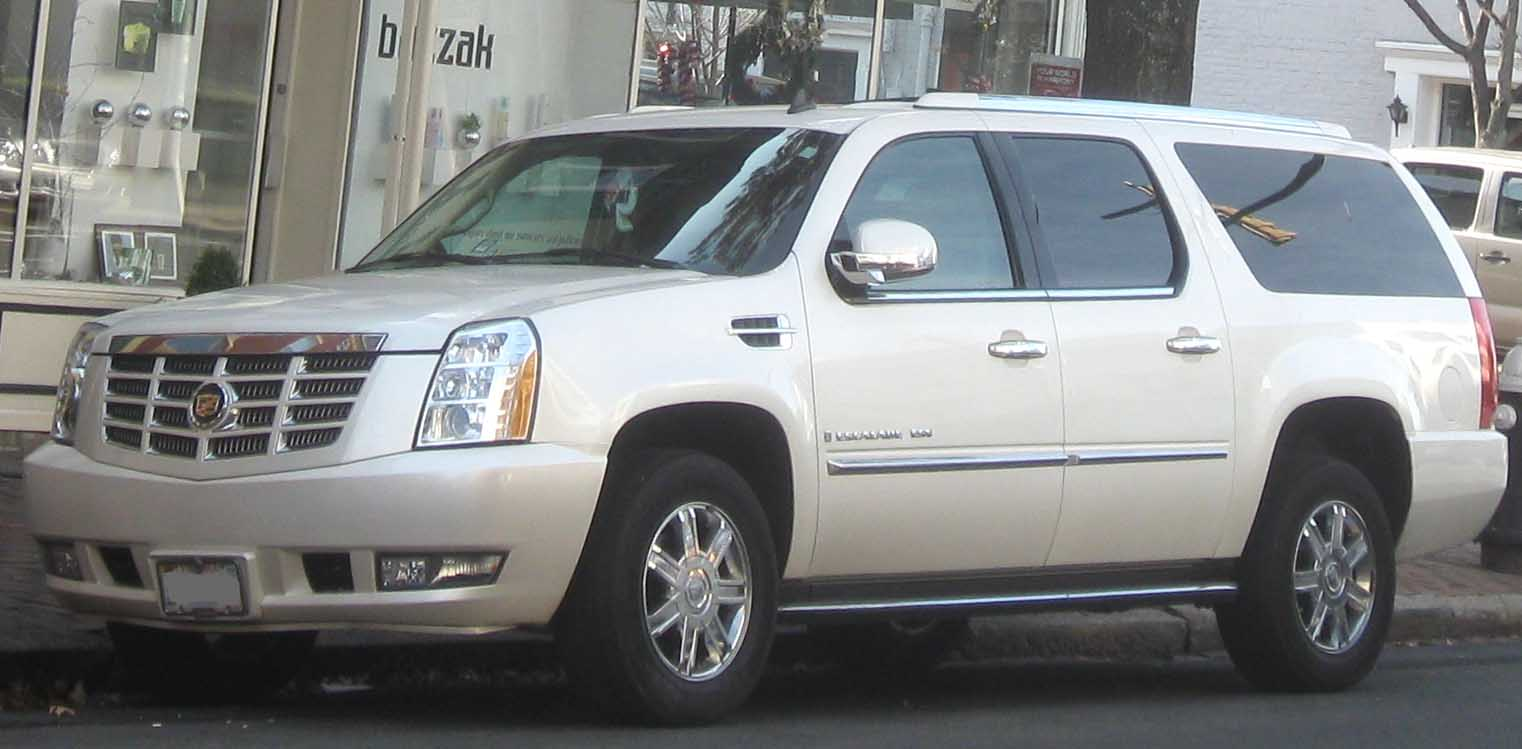
كاديلاك إسكاليد ESV GMT900

انتقل إسكاليد إلى منصة GMT900 الجديدة لنموذج عام 2007.وانضمت مرة أخرى إسكاليد العادية بواسطة إصدار ESV امتدت عن الجديدة EXT sport utility truck.
وقد بدأ إنتاج إسكاليد في إعادة التصميم أرلينغتون في يناير 2006. سعره في الولايات المتحدة 57,280 $،ولم يكن في هذه النسخة نظام الدفع الرباعي حتى آب / أغسطس.
وإسكاليد يستخدم جميع الالومنيوم في المحرك 6.2 لتر محرك V8 فورتيك. يتضمن هذا المحرك pushrod: توقيت الصمام المتغير، لأول مرة في محرك ذا إنتاج ضخم non-overhead cam.
نظام ضبط كل من كمية وتوقيت العادم بين اثنين من الإعدادات. ينتج المحرك 403 حصانا (301 كيلوواط) (23 حصانا أكثر من منافس الشقيقة، وجي ام سي يوكون دينالي) و417 قدم • باوند (565 نيوتن متر) من عزم الدوران. يتم استخدام ست سرعات ناقل حركة أوتوماتيكي 6L80 جديد. الجسم الجديد يأتي استكمالا للسحب 0,363 معامل. بحلول عام 2010، كما ان إسكاليد لديها نظام الملاحة القياسية، ونظام تسخين/تبريد المقاعد، وكاميرا للرؤية الخلفية، وأجهزة الاستشعار عن بعد، والصوت الممتاز، والتي تأتي معظم optioned مع جي.

### محركات
- 2007 حتى 2014—6,2 لتر.[3] محرك V8 فورتيك 6200، 403 حصانا (301 كيلوواط).

### الميزات القياسية
الميزات القياسية من كاديلاك إسكاليد تشمل تكييف الهواء ث / ضوابط المناخ ثلاثي المنطقة، والميل الخشب فو وعقارات المقود مكسو بالجلد ضوابط ث / الراديو، نظام تثبيت السرعة، والمفروشات والجلود، ومقاعد أمامية مدفأة، تدفئة المقاعد في الصف(2)،والمقاعد الاماميه 14—طريقة، نظام الذاكرة، بعد تشغيل المحرك، ونظام الصوت قسط، 6 - القرص مبدل أقراص سي دي، وضوابط الإذاعة الخلفي، والبوصلة، والسلطة، رفع البوابة، ومؤشر درجة الحرارة خارج. البلاتين يضيف عليه نظام ترفيه دي في دي، نظام الملاحة، وحاملات أكواب تدفئة وتبريد، وكاميرا الرؤية الخلفية، وتبريد المقاعد الأمامية، ورفع مستواها المفروشات والجلود.

## الجيل الرابع (2015 - 2020)
في 7 أكتوبر 2013 ، كشفت كاديلاك النقاب عن الجيل الرابع من إسكاليد وإسكاليد ESV في حدث مرصع بالنجوم في مدينة نيويورك ، بعد شهر تقريبًا من كشف جنرال موتورز عن الجيل التالي من سيارات الدفع الرباعي من شفروليه وجي إم سي. بدأت كاديلاك حملتها للترويج لسيارة إسكاليد في 14 أغسطس 2013 ،  وبدأت في نشر إعلانات تشويقية على الإنترنت في 23 سبتمبر 2013 ، بمساعدة المصور Autumn de Wilde ، الذي ساعد في الكشف عن المزيد من الصور قبل الكشف عن الستار.  A يوتيوب صفحة تسمى «إسكاليد كشف»لعرض مقاطع الفيديو جنبًا إلى جنب مع العد التنازلي للكشف. في 25 نوفمبر 2013 ، بدأت كاديلاك في نشر الحديث الشفهي عن إسكاليد 2015 من خلال وضع صورة فاصلة أمامية للسيارة معروضة في متجر ساكس فيفث أفينيو الرئيسي في مدينة نيويورك خلال حملتها الترويجية السنوية لعيد الميلاد ، والتي تظهر السيارة الرياضية متعددة الاستخدامات. يتم تجميدها في لفات.
بدأ إنتاج سيارة إسكاليد في يناير 2014 في مصنع تجميع جنرال موتورز في أرلينغتون ، تكساس ، وتم طرحه للبيع في أبريل 2014 كنموذج 2015 (مع بدء تشغيل MSRP بحوالي 71000 دولار للحجم الكامل ، 74000 دولار للمحرك ESV) ، ومتوفر بثلاثة طرازات فقط: قاعدة ، فاخرة ، ومتميزة. من المقرر أن تبدأ المبيعات الدولية في صيف 2014. تم تخصيصها لمنصة GMT K2XX باسم K2XL. قال مارتن ديفيس ، مدير تصميم الإضاءة الخارجية في إسكاليد 2015: «يستوحي توقيع الضوء الخارجي من إسكاليد 2015 الإلهام من مجموعة متنوعة من المصادر ، بدءًا من تراث كاديلاك في المصابيح الخارجية العمودية ويمتد إلى الهندسة المعمارية».
وفقًا لتقرير على موقع Autoblog.com ، أعادت جنرال موتورز إصدار إعادة تصميم على تشكيلة سيارات الدفع الرباعي كبيرة الحجم من جنرال موتورز ، بما في ذلك إسكاليد ، لإصدار 2014 بسبب زيادة مبيعات سيارات الدفع الرباعي ، وكانت تعمل على استبدال سيارات الدفع الرباعي كاملة الحجم ، والتي ستشهد تغييرًا محتملاً في منصة إسكاليد SUV.  ولكن في يوليو 2013 ، كشفت سلسلة من الطلقات التجسسية أن جنرال موتورز ستبقي إسكاليد كسيارة رياضية متعددة الأغراض على الهيكل. ومع ذلك، GM تتطلع إلى توسيع العلامة التجارية إسكاليد إلى الجزء CUV كبير، والتي سوف نرى مركبة باستخدام تقاسم المنصة مثل شارة إسكاليد شفروليه ترافيرس و GMC أكاديا ، والتي هي في مراحل التخطيط. وفقًا لما قاله VP Bob Ferguson ، يمكن تقديم أول سيارة كاديلاك إسكاليد CUV المكونة من 3 صفوف في عام 2016. هناك أيضًا احتمال أن تقوم جنرال موتورز بتصدير إسكاليد إلى أستراليا كمركبة على الجانب الأيمن كجزء من توسع كاديلاك العالمي ، مثل بدأت جنرال موتورز في استيراد سياراتها من أمريكا الشمالية إلى قسم هولدن هناك بعد أن توقفت عن إنتاج الطرازات المحلية في عام 2017.
تم تقليل مساحة الشحن من 109.8 بوصة (279 سم) إلى 94.2 بوصة (239 سم) على القاعدة القياسية ومن 137.5 بوصة (349 سم) إلى 120.5 بوصة (306 سم) على ESV من أجل السماح بـ 1.7 بوصة إضافية من حيز الرأس و 45.3 بوصة من حيز الأرجل في الأمام مع تقليل مساحة الأرجل في الصف الثالث إلى 24.8 بوصة من 25.6 بوصة. محرك EcoTec3 V8 بسعة 6.2 ليتر من جنرال موتورز ، والذي يولد 420 حصانًا و 460 رطلاً من عزم الدوران ، مقترنًا بناقل حركة أوتوماتيكي بست سرعات (طرازات 2015i وما بعدها هي أوتوماتيكية ذات 8 سرعات) ، هو المحرك الوحيد المتاح ، إلى جانب ملف جديد - تعليق أمامي وخمس وصلات خلفية ، ومسار أعرض ، وتوجيه كهربائي متغير المساعدة ونظام التحكم المغناطيسي بالقيادة من كاديلاكنظام مع وضعي Tour و Sport. تتميز المقصورة الداخلية الآن بتصميم مصنوع يدويًا يتميز بمواد مقطوعة ومخيطة وملفوفة ، مع خيارات الزخرفة الخشبية. تم أيضًا تحديث لوحة القيادة ، وتمت إضافة نظام Cadillac CUE كميزة قياسية ، إلى جانب نظام أمان محدث.
تلقت مجموعة إسكاليد 2015 ناقل حركة 8 سرعات وكاميرا رؤية محيطية واتصال 4G LTE كجزء من تحديث منتصف العام ، والذي شهد أيضًا اختفاء أكاليل الزهور على الشبكة من إسكاليد كجزء من خطط كاديلاك لتحديث الشعار إلى التأكيد على الشعار في جميع موديلاته.

## هايبرد(الهجين)

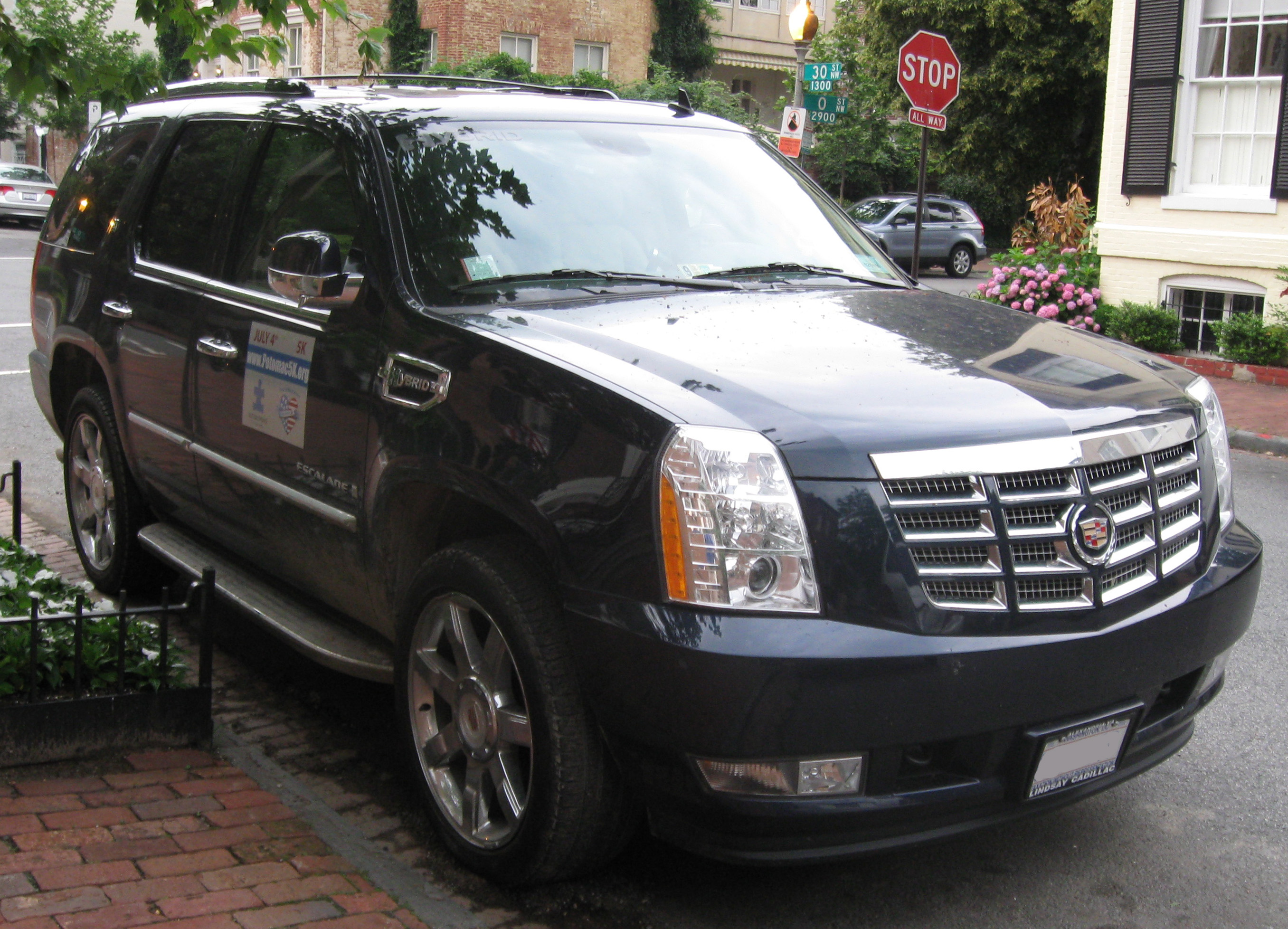
كاديلاك اسكاليد هايبرد 2009

وتوجهت النسخة هايبرد من السيارة الفاخرة لأول مرة في جنوب فلوريدا 2008 في المعرض الدولي للسيارات في ميامي، وبيع في عام 2008 باعتباره نموذجا لعام 2009 بسعر يبدأ من 74085 $ للاطلاع على نموذج محرك بعجلتين. في آب / أغسطس، كانت 20 ٪ من مبيعات كاديلاك إسكاليد هايبرد.
هايبرد إسكاليد يأخذ 8,2 ثانية للتسارع من 0 حتي 60 ميلا في الساعة (97 كم / ساعة).القوة هي من محرك 6 لتر V8 الذي يجعل 332 حصان (248 كيلوواط) عند 5100 دورة في الدقيقة و367 رطل قدم · (498 ن ° م) في 4100 دورة في الدقيقة.
وقد انضم Flex-Fuel إصدارات تشكيلة الفريق.
تلقى ايلي مانينغ هايبرد إسكاليد 2007 لكونها Superbowl MVP.

## اسكاليد EXT
قدم اسكاليد EXT sport utility truck (اصدر جنبا إلى جنب مع توأمه، شيفروليه أفالانش) في عام 2002 من شعبة كاديلاك من شركة جنرال موتورز.عرض EXT مع محرك V8 6,0 لتر محرك عالي الإنتاج.
تم إنشاء إسكاليد EXT(استنادا إلى كاديلاك إسكاليد) باعتباره المنافس المباشر لفشل لينكولن بلاكوود..

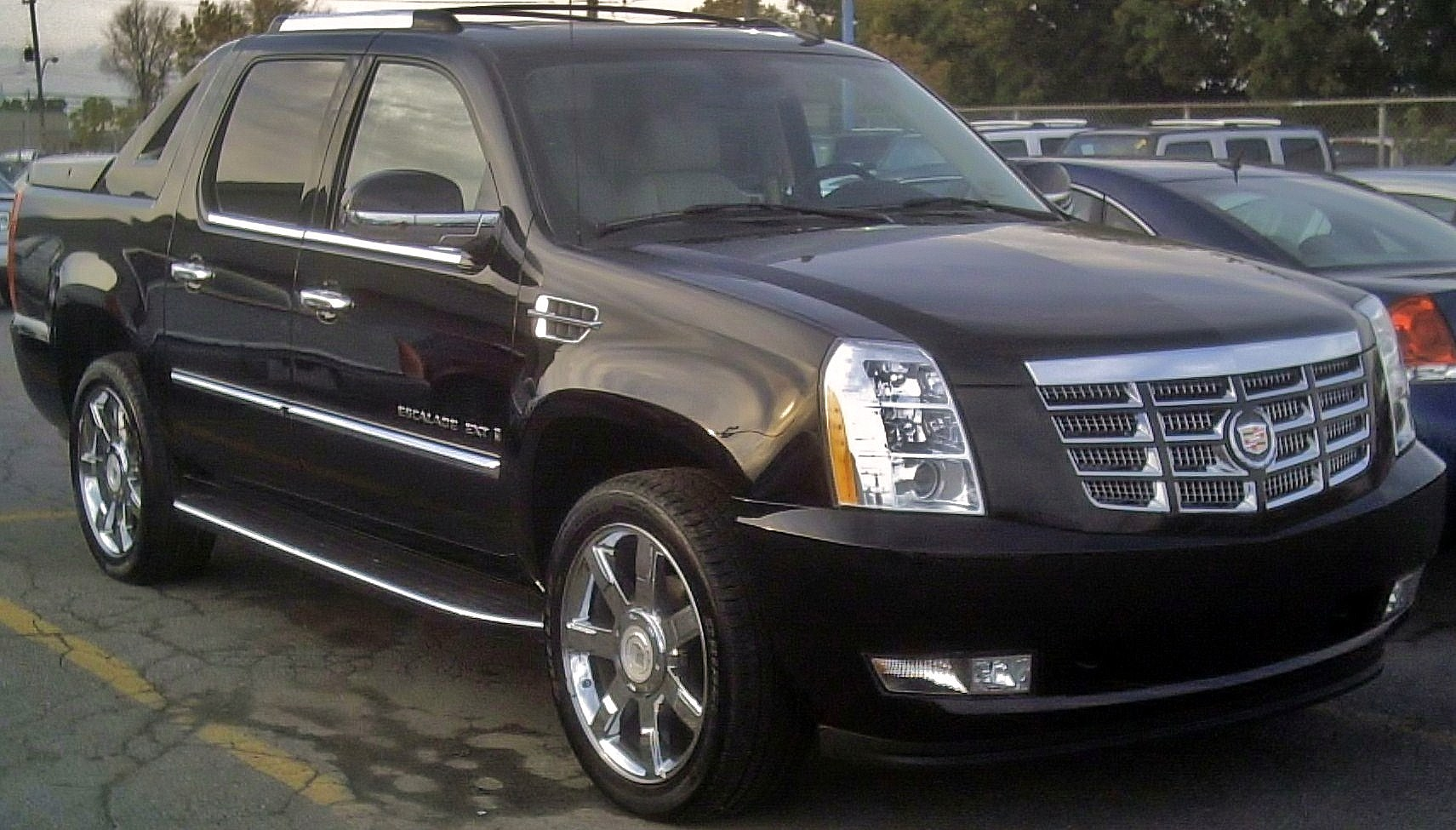
كاديلاك اسكاليد EXT 2007
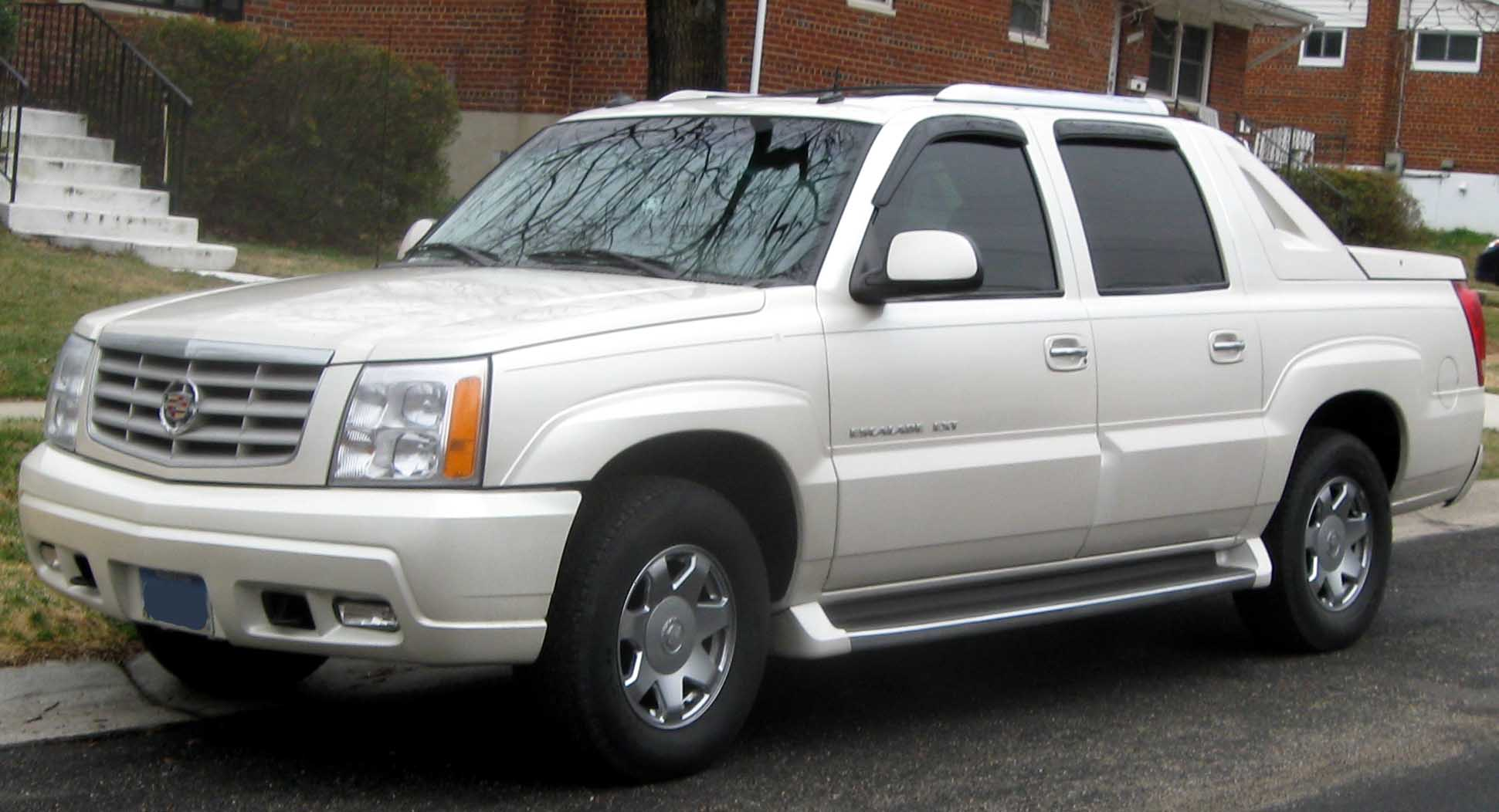
كاديلاك اسكاليد EXT 2002-2006

## بلاتين
في عام 2005، أصدرت كاديلاك النسخة الأولى من إسكاليد بلاتينوم. وكانت متوفرة فقط في النموذج ESV. وكانت حاضره فيه بعض السمات، مثل تسخين/تبريد المقاعد(الأمامية والخلفية)، عجلات خاصة 20 "، والجلود الخاصة والتصميم الداخلي، ووضع علامات اضافية.
في عام 2008، عرضت كاديلاك نسخة البلاتين على إسكاليد في إعادة تصميم نماذج إسكاليد ESV. وتشمل الميزات مثل يتم تسخين/تبريد المقاعد نسخة محدودة عجلات 22 "، قطع إضافية والكروم، 2 دي في دي، وغيرها...
في عام 2009، أصدرت كاديلاك إسكاليد الهايبرد من البلاتين.

## كاديلاك اسكاليد 2014 تحديث
تعتبر كاديلاك إسكاليد إحدى السيارات الراقية العملية، وواحدة من السيارات الأكثر جرأة، كما تعتبر رمزاً للفخامة الزائدة، فهي بلا شك ليست سيارة لأولئك الذين يريدون التنقل ببساطة.
يعتمد التصميم الخارجي لسيارة كاديلاك إسكاليد 2015 الجديدة كلياً على أنماط تصميمية مستوحاة من فنون التصميم المعماري لترتقي بحضور هذه السيارة الذي يمكن التعرف عليه مباشرة، إلى مستويات جديدة من الأناقة، إضافة إلى الحفاظ على إرث العلامة العريق والحضور القوي للمباني العصرية التي كانت مصدر الوحي في تصميم مصابيح الإضاءة العمودية الجديدة والمميزة من كاديلاك. يقول مارتين ديفيز، مدير تصميم الإضاءة الخارجية: «يستوحي تصميم الإضاءة الخارجية المميزة في إسكاليد 2015 الإلهام من مجموعة متنوعة من المصادر، بداية من إرث كاديلاك العريق في تصاميم المصابيح العمودية، والتوسع إلى فن التصميم المعماري». وتحافظ المصابيح العمودية، التي تتميز بها كاديلاك منذ العام 1948، على مكانتها كنموذج نابض بالحياة ومتطور لدى خبراء التصميم في يومنا هذا. وقد قام ديفيز وفريقه بدراسة تصاميم كاديلاك على مر التاريخ، خاصة في طرازات إلدورادو ودي فايل 1967.
ولعام 2014، تقدم إسكاليد نسخة جديدة صديقة للبيئة (وهي إسكاليد المهجنة، مع تحسن يزيد عن 50 في المئة في معدل استهلاك الوقود داخل المدينة) والتي تم تطويرها لتعود بنا للانطباعات الأولى.

ولم تتغير نسخة إسكاليد EXT كثيراً لعام 2014 فما زالت تقدم اثنين من التصميمات الخارجية المختلفة ومحرك واحد فقط. أما النسخة البديلة ESV ذات الطول الزائد فتوفر زيادة في الطول مقدارها 53 سنتيمتر مع وجود مقاعد تتسع لثمانية أشخاص.

اما عن فئات إسكاليد فهناك فئة Escalade EXT وفئة Escalade Base وفئة Escalade ESV .

## مبيعات الولايات المتحدة
| السنة | اسكاليد | ESV    | EXT    | مجموع المبيعات في الولايات المتحدة |
| ----- | ------- | ------ | ------ | ---------------------------------- |
| 1998  | 3,089   | -      | -      | 3,089                              |
| 1999  | 23,897  | -      | -      | 23,897                             |
| 2000  | 23,346  | -      | -      | 23,346                             |
| 2001  | 31,270  | -      | 546    | 31,816                             |
| 2002  | 36,114  | 36     | 13,494 | 49,64                              |
| 2003  | 35,621  | 12,866 | 11,256 | 59,743                             |
| 2004  | 36,994  | 15,618 | 9,638  | 62,250                             |
| 2005  | 29,876  | 13,502 | 7,766  | 51,144                             |
| 2006  | 39,017  | 16,170 | 7,019  | 62,206                             |
| 2007  | 36,654  | 16,370 | 7,967  | 60,991                             |
| 2008  | 23,947  | 11,054 | 4,709  | 39,710                             |
| 2009. | 16,873  | 6,588  | 2,423  | 25,884                             |

## وصلات خارجية
موقع كاديلاك الرسمي(عربي)
موقع كاديلاك اسكاليد
موقع كاديلاك اسكاليد ESV
موقع كاديلاك اسكاليد EXT
الموقع الرسمي في المملكة المتحدة